# کولوما (کالیفرنیا)
کولوما (به انگلیسی: Coloma) یک منطقهٔ مسکونی در ایالات متحده آمریکا است که در شهرستان ال دورادو، کالیفرنیا واقع شده‌است. کولوما ۸٫۶۹۰ کیلومتر مربع مساحت و ۵۲۹ نفر جمعیت دارد و ۲۳۲٫۸۷ متر بالاتر از سطح دریا واقع شده‌است.